# Abengourou
Abengourou este un oraș din Coasta de Fildeș.